# 瑪陵坑石頭厝
瑪陵坑石頭厝，又稱劉家古厝，是位於基隆市七堵區瑪陵坑的宅第建築，2012年登錄為基隆市歷史建築。 

## 歷史

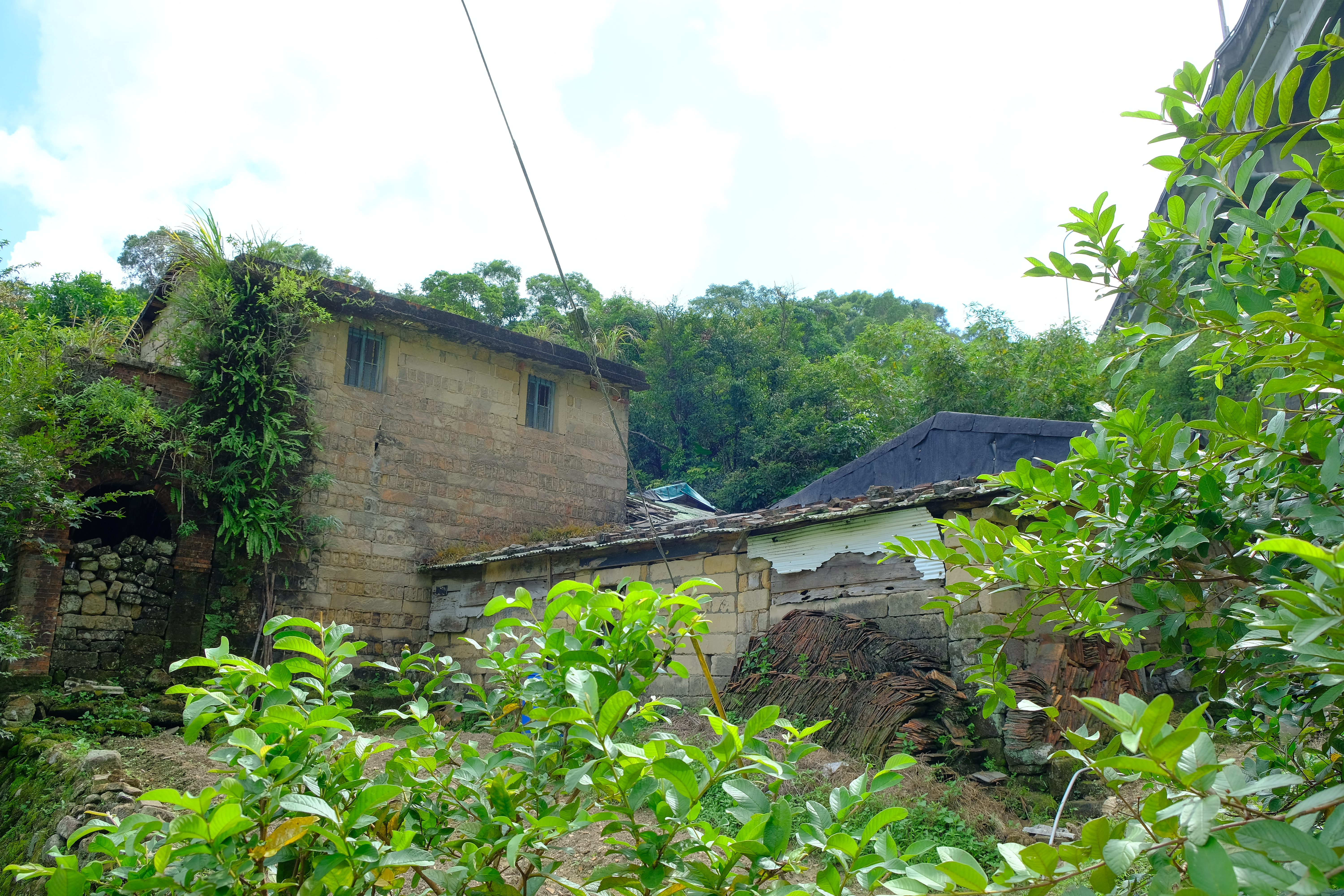
2019年的瑪陵坑石頭厝

瑪陵源自原住民語女巫的墳墓之意，明末、清初時就有先民開墾此地，日治時期更以礦業及茶葉盛極一時，此棟建築前身疑為清代區長公館，後則為日治時期七堵庄長周火生一家之宅，戰後時期因劉家從周家後代手中購地後才改稱「劉家古厝」，當前三合院石造建築只剩左護龍保存尚稱良好，2012年，因石頭厝年久失修，劉萬紫一家無力維護，因而希望市府協助保存老屋。成為基隆市第一件首件由屋主主動申請登錄的歷史建築。
2018年，因屋頂滲漏水、木構造遭受白蟻侵襲，劉萬紫一家已做了緊急修補，當前建築則處於閒置狀態。

## 設計
石頭厝三合院為清領時期為了居家防禦的典型建築，並在清領及日治時期時間分別建造半圓磚造與當地沙岩砌交疊之結構，現況建築群分佈並非原始格局。其中左後龍後於日治時期增建二樓部分，是應防範山區盜賊而設的槍樓，牆縫中隱藏十餘銃眼。平房住家及辦公廳則備設武裝功能，另石屋後方則設有材房。

## 外部連結
- 瑪陵坑石頭厝 - 文化部文化資產局 （页面存档备份，存于）